# Gryposmylus pubicosta
Gryposmylus pubicosta är en insektsart som först beskrevs av Walker 1860.  Gryposmylus pubicosta ingår i släktet Gryposmylus och familjen vattenrovsländor. Inga underarter finns listade i Catalogue of Life.